# William Beckman
William „Bill” Beckman (ur. 12 maja 1881 w Nowym Jorku zm. 14 czerwca 1933 tamże) – amerykański zapaśnik walczący w stylu wolnym. Srebrny medalista olimpijski z St. Louis 1904, w wadze półśredniej.
Mistrz Amateur Athletic Union w 1903 roku.

## Letnie Igrzyska Olimpijskie 1904
| Konkurencja         | Rundy eliminacyjne    | Rundy eliminacyjne       | Rundy eliminacyjne | Rundy eliminacyjne       | Klas. końcowa |
| Konkurencja         | I runda               | Ćwierćfinał              | Półfinał           | Finał                    | Miejsce       |
| ------------------- | --------------------- | ------------------------ | ------------------ | ------------------------ | ------------- |
| 71,67 kg styl wolny | Samuel Filler (USA) Z | William Schaefer (USA) Z | Otto Roehm (USA) Z | Charles Ericksen (NOR) P | 2.            |